# Haikouichthys
Haikouichthys (del gr. Ιχθυο, pez, «Pez de Haikou») es un género extinto de craneados que vivió hace unos 535 a 520 millones de años, durante la explosión cámbrica. Tenía un cráneo definido y otras características que han permitido clasificarlo como un verdadero craneado; incluso fue popularizado como el primer pez, pero no posee todas las características para incluirlo entre el grupo de los peces.
Vivió en el período Cámbrico Inferior y fue hallado en los esquistos de Maotianshan en la Formación Qiongzhusi en la zona Eoredlichia, cerca de Haikou en Ercaicun, Kunming (Yunnan, China).

## Descripción

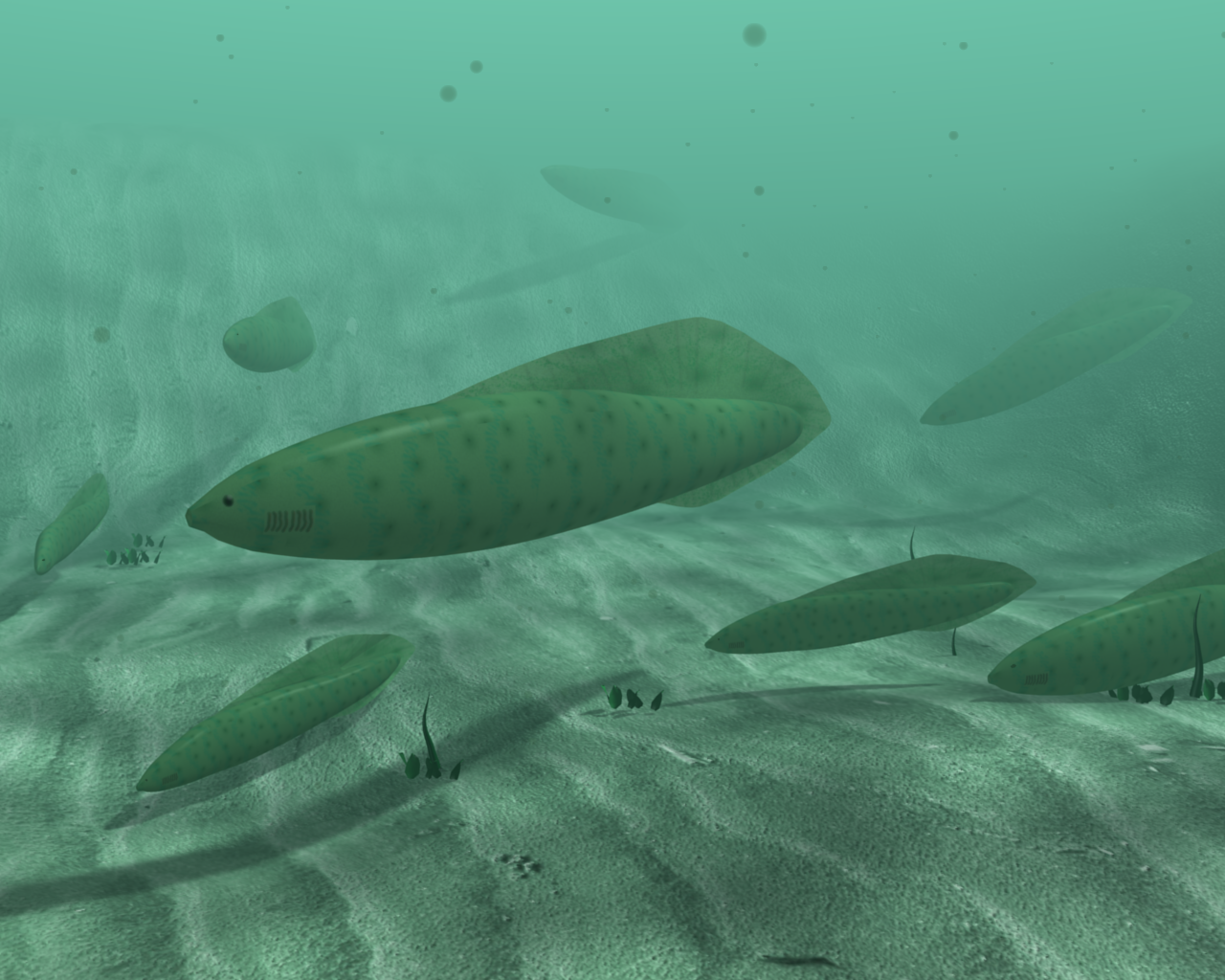
Restauración.

Haikouichthys tenía una cabeza y un tronco diferenciados. La cabeza tenía al menos seis y tal vez nueve probables branquias. El tronco poseía numerosos segmentos (miómeros) en forma de "V", lo que podría ser un indicio de la existencia de un notocordio, si bien sólo se ha preservado un pequeño segmento en el único espécimen conocido. Hay una prominente aleta dorsal provista de radios, pero que no es comparable a la de los mixinos y lampreas actuales. Los radios de las aletas forman un ángulo hacia adelante dando la impresión de que la base de las estructuras internas está en la cabeza. Hay 13 estructuras circulares a lo largo del dorso que pudieron ser las gónadas.

## Clasificación
Análisis cladísticos indican que Haikouichthys es probablemente un craneado o un cordado basal.
Mide 2,5 centímetros y es más estrecho que Myllokunmingia, otro supuesto cordado primitivo que proviene de los mismos estratos. En este caso Haikouichthys sería un sinónimo más moderno de Myllokunmingia. D.-G. Shu de la Universidad del noroeste de China en Xi'an, considera esto poco probable.